# Jakob Müller (Politiker, 1842)
Jakob Müller (* 21. November 1842 in St. Gallen; † 2. Dezember 1901, reformiert, heimatberechtigt zunächst in Zihlschlacht-Sitterdorf, seit 1859 in St. Gallen) war ein Schweizer Politiker (FDP).

## Biografie
Jakob Müller wurde am 21. November 1842 als Sohn des Dachdeckers Johann Jacob Müller und der Anna Barbara geborene Züllig in St. Gallen geboren. Müller absolvierte ein Studium der Rechte in Zürich und Heidelberg. In der Folge war Müller als Anwalt tätig. Dazu hatte er von 1884 bis 1901 ein Verwaltungsratsmandat bei den Vereinigten Schweizerbahnen inne.
Jakob Müller heiratete 1866 Sophie, die Tochter des Faktors und Wirts Kaspar Laurenz Gonzenbach. Er verstarb am 2. Dezember 1901 knapp nach Vollendung seines 59. Lebensjahres in St. Gallen.

## Politische Laufbahn
Als Mitglied der Freisinnigen Partei amtierte er von 1873 bis 1901 als St. Galler Gemeinderat, davon ab 1881 als Gemeindeammann. Dazu fungierte er zwischen 1873 und 1881 als Bezirksgerichtspräsident. Auf kantonaler Ebene gehörte Müller von 1882 bis 1901 dem St. Galler Kantonsrat, den er 1887, 1890 sowie 1895 präsidierte, an. Auf eidgenössischer Ebene war er zwischen  1886 und 1887 im Nationalrat vertreten.
In seiner Stellung als Gemeindeammann hatte Jakob Müller Anteil an der rasanten Entwicklung St. Gallens zur florierenden Stickereistadt.